# Iura novit curia
Iura novit curia is een Latijns juridisch adagium dat letterlijk betekent de rechter kent het recht, hetgeen impliceert dat de partijen in een juridisch geschil het recht dat op hun zaak van toepassing is, niet hoeven te bewijzen. Dit principe is nauw verwant met het adagium da mihi factum, dabo tibi ius.

## België
In België werd dit principe wettelijk verankerd in art. 8.3, derde lid van het Burgerlijk Wetboek (BW), dat stelt dat het recht, zelfs buitenlands, niet moet worden bewezen. Wanneer echter de rechter de inhoud van het buitenlands recht niet kan vaststellen, kan hij daarvoor een beroep doen op de hulp van de partijen (art. 15, §2, eerste lid Wetboek Internationaal Privaatrecht (WIPR)). Wanneer het kennelijk onmogelijk is om de inhoud van buitenlands recht tijdig vast te stellen, moet de rechter evenwel alsnog het Belgisch recht toepassen (art. 15, §2, tweede lid WIPR).